# Оливер, Эдвард Джордж Хадсон
Эдвард Джордж Хадсон Оливер (англ. Edward George Hudson Oliver или англ. Ted Oliver, 14 октября 1938) — южноафриканский ботаник.

## Биография
Эдвард Джордж Хадсон Оливер родился в Рондебосе 14 октября 1938 года.
Он учился на епископа (1947—1957) и в Кейптаунском университете, где получил степень магистра и степень доктора философии. Оливер был куратором правительственного Гербария в Стелленбосе (1964—1966, 1984—1996), а также отвечал за связь с Королевскими ботаническими садами Кью, Лондон (1967—1969).
Эдвард Джордж Хадсон был систематиком-исследователем в Стелленбосе в 1970—1975 годах и 1982—1983 годах, а также куратором Национального гербария в Претории в 1976—1981 годах. До 2006 года Оливер был систематиком-исследователем в Compton Herbarium в Национальном ботаническом институте, Кирстенбош. Эдвард Джордж Хадсон Оливер опубликовал около 110 работ и описал более 350 видов растений.

## Научная деятельность
Эдвард Джордж Хадсон Оливер специализируется на семенных растениях. Его основные исследования сосредоточены на роде Эрика.

## Публикации
- H.A.Baker & E.G.H.Oliver. Ericas in Southern Africa. Purnell & Sons, Cape Town, 1967.
- Dolf Schumann, Gerhard Kirsten & E.G.H.Oliver (consultant). Ericas of South Africa. Fernwood Press, Newlands, 1992. 272 pp.
- Inge & Ted Oliver. Field guide to the Ericas of the Cape Peninsula. Protea Atlas Project, National Botanical Institute, Kirstenbosch, 2000. 143 pp.